# 韓国インターネット振興院
韓国インターネット振興院（かんこくいんたーねっとしんこういん、Korea Internet＆Security Agency、略称KISA）は、大韓民国のインターネット振興、インターネット情報の保護と、それに対する国際的な協力を進める未来創造科学部配下の委託執行型の準政府機関である。
2009年7月、政府の公共機関先進化政策に基づいて、大韓民国放送通信委員会配下の3つの機関である韓国情報保護振興院（KISA）、韓国インターネット振興院（NIDA）、情報通信国際協力振興院（KIICA）が統合されて発足した。 設立の根拠法は情報通信網利用促進及び情報保護等に関する法律第52条になる。
国別インターネットレジストリを管理しているKRNICは、KISA配下のインターネットリソース管理組織になる。